# Копаня
Копаня — посёлок в Бобровском районе Воронежской области.
Входит в состав Ясенковского сельского поселения.

## Население
| 2000 | 2005 | 2010 |
| ---- | ---- | ---- |
| 81   | ↘77  | ↘75  |